# Mantes-la-Ville (tổng)
Tổng Mantes-la-Ville là một tổng của Pháp, tọa lạc tại tỉnh Yvelines trong vùng Île-de-France của Pháp.

## Phân chia hành chính
Tổng Mantes-la-Ville được chia thành 4 xã:
- Buchelay: 2 203 dân
- Magnanville: 5 624 dân
- Mantes-la-Ville: 19 231 dân
- Rosny-sur-Seine: 4 758 dân.